# Хенри Мур
Хенри Мур (енгл. Henry Moore; Каслфорд, 30. јул 1898 — Мач Хедам, 31. август 1986) је био британски вајар и академик. Његове скулптуре налазе се на многим јавним местима, као што су зграда УНЕСКО у Паризу и центар „Линколн“ у Њујорку.

## Биографија
Родио се као седмо од осморо деце у породици рудара. Отац му је био убеђени социјалиста. Из Првог светског рата се вратио као инвалид услед тровања бојним отровима. После рата је студирао и путовао по Француској, Италији и Шпанији.
Био је инострани члан Српске академије наука и уметности.